# Anaulacomera digitata
Anaulacomera digitata är en insektsart som beskrevs av Rehn, J.A.G. 1905. Anaulacomera digitata ingår i släktet Anaulacomera och familjen vårtbitare. Inga underarter finns listade i Catalogue of Life.